# 金丸久夫
金丸 久夫（かねまる ひさお、1963年4月6日 ‐ 1990年2月27日）は、長野県出身のプロ野球選手。175cm、72kg、右投右打、内野手。

## 来歴・人物
長野県岡谷工業高等学校では投手で、七色の変化球といわれるほど多彩な球種を持ち、打撃でも3番打者を務めていた。1981年、高3の時、長野県予選では、佐久高等学校相手に5‐0で無安打無得点試合を達成、準決勝では6年連続で甲子園出場中であった松商学園高等学校を1安打完封2‐0で下し、決勝も長野県上田高等学校を5‐0で完封し第63回全国高等学校野球選手権大会出場を決めた。
本大会では、1回戦の大分県立津久見高等学校相手に15奪三振5‐2で勝利し、同校史上51年ぶりの甲子園勝利を上げた。この試合は、初回にカーブを狙われていると気付き、速球主体に切り替え勝負球にナックルを投じた。また打っては5回表に3点三塁打を放ち、津久見の小嶋仁八郎監督は「完敗です」と述べた。2回戦は加藤誉昭擁する宮崎県立都城商業高等学校と対戦。4回裏、加藤に直球を中堅に本塁打されたが、5回以降は無安打に抑え、6回表に自らの犠飛によって同点に追いつき、押し気味に進めながら1－1で延長戦に突入。12回裏、カーブを狙っていたという加藤に右翼ポールすれすれにサヨナラ本塁打され1－2で惜敗した。この年の暮れ、ドラフト外でロッテオリオンズに入団が決まり、背番号62で内野手に転向することになった。
入団後、腰を傷めたこともあり、1983年に退団し、地元に帰り配管工の職に就いていた。
1990年2月27日午前2時10分頃、長野県諏訪郡下諏訪町南高木の県道を金丸が3人の若者を乗せて乗用車を運転していたところ、ゆるい左カーブを曲がり切れず、対向車線にはみ出し、大型トラックと正面衝突。乗用車は大型トラックの下に潜り込み形になり、屋根は完全にはぎ取られた。金丸は岡谷市の病院に救急搬送されたが、1時間半後肺挫傷のため、同乗者3人とともに死亡した。享年26。当日は小雨でスリップしやすかった。

## 詳細情報

### 年度別打撃成績
- 一軍公式戦出場なし

### 背番号
- 62（1982年)